# 岩蓋

岩蓋入侵并使顶层的沉积岩变形

侵入岩結構的基本構成
1. 岩蓋
2. 小的岩脈
3. 岩磐
4. 岩脈
5. 岩干
6. 火山頸
7. 岩盆

岩蓋（英语：Laccolith）是一種片狀的侵入體（或是一致的深成岩体）。它侵入到了沉積岩層內或層之間；當母岩為火山岩時，該岩蓋被稱為隐形穹（cryptodomes）。由于岩漿的壓力足夠高，以致上覆岩層被迫向上並隆起，從而使岩蓋在並具有基本平坦的底部的同时顶部呈圓拱或蘑菇狀（也可能為圓錐形或楔形）。 隨著時間的流逝，侵蝕可能會使岩蓋的顶部周圍形成小山甚至山巒，因為岩漿岩可能比作为基質的沉积岩更能抵抗風化。 當岩漿向上侵入時，岩蓋的生長可能在幾個月的時間里发生 。而由於多個岩漿脈彼此疊加使基岩變形时，岩蓋的形成則可能需要數百或數千年的時間。 